# Dremel (ПЗ)
Dremel - це розподілена система для інтерактивних запитів до великих наборів даних розроблена в Google. Dremel використовується як рушій запитів в сервісі BigQuery.
Назва запозичена від марки інструментів Dremel, особливістю яких є те що вони покладаються на швидкість обертання а не на крутний момент.
Під впливом від Dremel було розроблено Apache Drill, Apache Impala, та Dremio.

## Зноски
1. ↑  BigQuery under the hood. Архів оригіналу за 15 липня 2017. Процитовано 8 жовтня 2017. [Архівовано 2017-07-15 у Wayback Machine.]
2. ↑  Melnik та ін., 2010.
3. ↑  Apache Drill - Architecture Introduction. Архів оригіналу за 13 листопада 2018. Процитовано 8 жовтня 2017.
4. ↑  Cloudera Impala: Real-Time Queries in Apache Hadoop, For Real. Архів оригіналу за 26 листопада 2018. Процитовано 8 жовтня 2017.
5. ↑  Recognizing A New Tier. Архів оригіналу за 26 листопада 2018. Процитовано 1 травня 2018.